# Harry Brawley
Harry Alexander Brawley (sinh ngày 7 tháng 10 năm 1876 – mất năm 1954) là một vận động viên điền kinh trong sân vận động người Mỹ, đã tham gia Thế vận hội Mùa hè 1904.
Năm 1904, ông đạt hạng bảy ở nội dung thi marathon.